# Шмельков, Иван Егорович
Иван Егорович Шмельков — советский хозяйственный, государственный и политический деятель.

## Биография
Родился в 1905 году в деревне Исаково. Член ВКП(б) с 1928 года.
С 1924 года — на хозяйственной, общественной и политической работе. В 1924—1964 гг. — штамповщик Московской обувной фабрики, студент МИИЖТ имени Дзержинского, начальник ОТК Коломенского завода имени Куйбышева, первый секретарь Коломенского горкома ВКП(б), на инженерных и партийных должностях в Москве и Казахской ССР, 1-й секретарь Алма-Атинского горкома КП Казахстана, заместитель председателя Карагандинского облисполкома, первый секретарь Карагандинского горкома КП Казахстана, заместитель по кадрам Министра городского и сельского строительства Казахской ССР, секретарь Кустанайского обкома КП Казахстана.
Избирался депутатом Верховного Совета СССР 2-го и 3-го созывов.
Умер 23 марта 1970 года, похоронен на Центральном кладбище Алматы.